# Platonsk kärlek

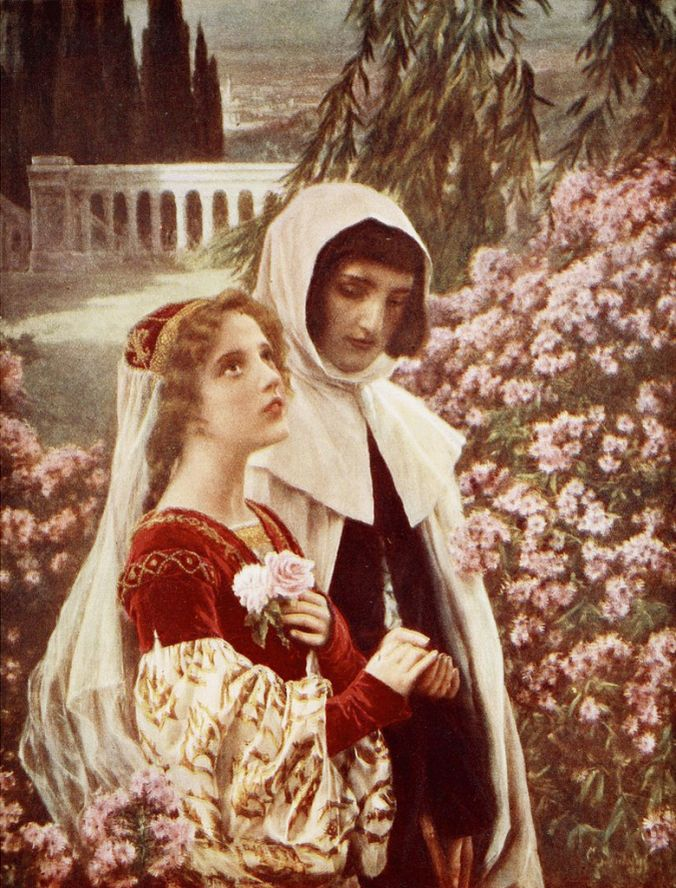
Det mest kända exemplet på platonisk kärlek i italiensk litteratur är Dantes kärlek till hans inspirerande musa Beatrice.

Platonsk kärlek, eller platonisk kärlek, är enligt den antike filosofen Platon den högsta formen av kärlek. Denna kärlek befinner sig på ett rent idémässigt plan. Sann kärlek för Platon är den själsliga kärleken. I fulländad form skulle denna kärlek utvecklas från att vara kärlek till en individ till att bli insikt eller kunskap. Kärleken var för Platon lika med själens längtan efter idévärlden; denna längtan existerar i och med att själen är fången i den materiella kroppen som är en del av fenomenvärlden. 
Dagens förståelse av begreppet omfattar en kärlek utan sexuella inslag och kan liknas vid en mycket djup och innerlig vänskap.
Det stämmer dock inte med begreppets ursprungliga mening att den platoniska kärleken inte tillåter sexuella relationer eller känslor. Tvärtom kunde en sexuell attraktion vara ett komplement till den platoniska relationen; den var bara inte en del av den eller nödvändig för att relationen ska vidhållas. Pausanias talar om att det finns två Eros, den himmelska och den allmänna. Det är den himmelska som är den goda kärleken, den själsliga, medan den allmänna är den kroppsliga som i sin rena form är av ondo.
Under antiken var platonsk kärlek alltså visserligen i teorin frikopplad från kroppsliga begär men hade i praktiken ofta en homosexuell biton då den företrädesvis var riktad mot en skön yngling. Det var den själsliga kärleken som ansågs ligga till grund för den så kallade gossekärleken liksom kärlek mellan två vuxna män som på så vis ansågs vara vida överlägsen kärleken mellan man och kvinna. Tanken utgår från resonemang i Platons dialog Symposion.
I dag används dock uttrycket platonsk kärlek endast för att beskriva en icke erotisk form av kärlek. Det sammankopplas alltså numera med djup vänskap mellan människor oavsett kön.